# Dywizjony przeciwlotnicze
Dywizjon przeciwlotniczy (dplot) – podstawowy pododdział taktyczno-ogniowy przeznaczony do obrony przeciwlotniczej pododdziałów i elementów ugrupowania bojowego

## Dywizjon przeciwlotniczy SZ RP
Dywizjon przeciwlotniczy jest podstawowym pododdziałem taktyczno-ogniowym przeznaczonym do obrony przeciwlotniczej pododdziałów i elementów ugrupowania bojowego. Prowadzi obronę przed rozpoznaniem oraz uderzeniami środków napadu powietrznego, prowadzi walkę z pilotowanymi i  bezpilotowymi ŚNP. W szczególnych sytuacjach dywizjon może zwalczać cele naziemne i nawodne.

### Struktura i wyposażenie w 2017

#### Dywizjon przeciwlotniczy brygady

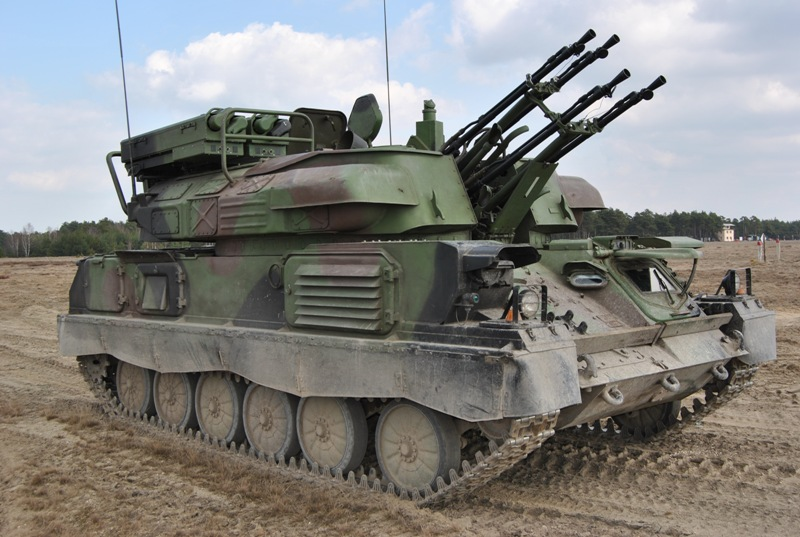
ZSU-23-4MP – działo dplot BKPanc

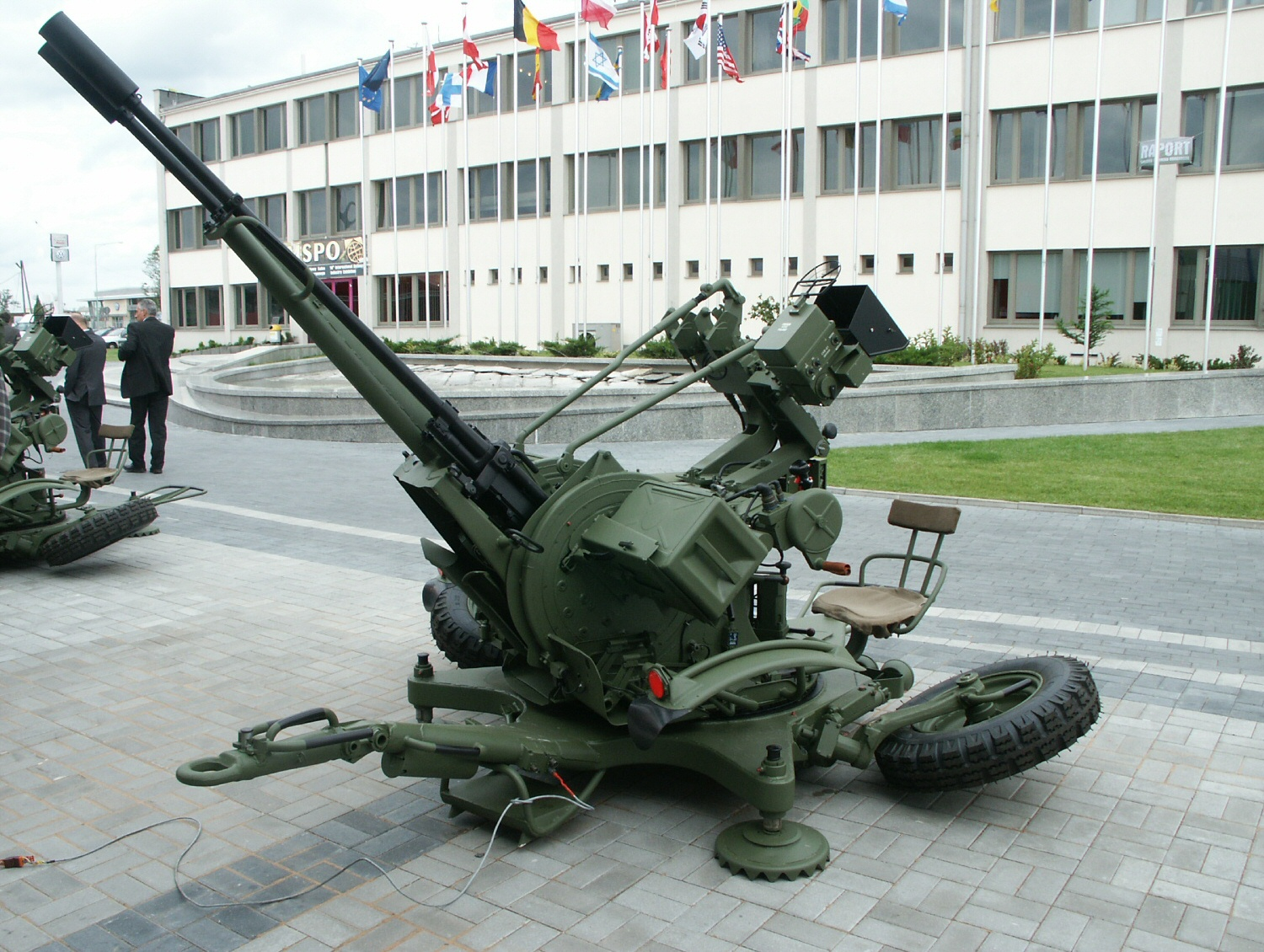
ZU-23-2 – armata dplot BZ

- dowództwo dywizjonu[2][a]
- grupa dowódcy dywizjonu
  - pion ochrony informacji niejawnych
  - pomocnik ds. podoficerów
  - sekcja wychowawcza
  - referent ds. finansowych
  - inspektor BHP
- sztab dywizjonu
  - sekcja S–1
  - sekcja S–2
  - sekcja S–3
  - sekcja S–4
  - sekcja wsparcia bojowego

pododdziały
- bateria dowodzenia[3]
  - drużyna zabezpieczenia
  - pluton dowodzenia [b]
    - dwie załogi wozów dowodzenia
    - drużyna kablowa
    - stacja radiolokacyjna

  - pluton ochrony i regulacji ruchu
  - obsługa urządzenia treningowego
- trzy baterie przeciwlotnicze[4]
  - drużyna zabezpieczenia
  - załoga wozu dowodzenia
  - dwa plutony artylerii przeciwlotniczej[c]
    - dwa (cztery) działony

  - pluton przeciwlotniczy
    - dwie drużyny rakiet przeciwlotniczych
      - cztery przenośne przeciwlotnicze zestawy rakietowe

  - drużyna taśmowania amunicji
- kompania logistyczna[5]
  - załoga wozu dowodzenia
  - drużyna zabezpieczenia
  - pluton zaopatrzenia
  - pluton remontowy
- zespół zabezpieczenia medycznego[6]
  - dwie grupy ewakuacji medycznej

| Wyszczególnienie           | daplot | bplot BZ | bplot BPanc | bdow | klog | ZZM |
| -------------------------- | ------ | -------- | ----------- | ---- | ---- | --- |
| żołnierze                  |        |          |             |      |      |     |
| ZSU-23-4MP „Biała”         |        |          | 4           |      |      |     |
| ZU-23-2 lub ZU-23-2KG      |        | 8        |             |      |      |     |
| PPZR Grom / S-2            |        | 8        | 8           |      |      |     |
| Łowcza-3K                  |        |          |             | 1    |      |     |
| WD Rega-1                  |        | 1        | 1           |      |      |     |
| terminal Rega-2            |        |          | 4           |      |      |     |
| terminal Rega-3            |        | 3        | 1           |      |      |     |
| terminal Rega-4            |        | 8        | 8           |      |      |     |
| Wóz taśmowania TZM         |        |          | 4           |      |      |     |
| WD ZWDSz                   |        |          |             | 1    | 1    |     |
| samochód c-t               |        | 9        | 3           | 2    | 18   |     |
| samochód o-t               |        | 1        | 1           | 6    |      |     |
| samochód sanitarny         |        |          |             |      |      | 2   |
| stacja rlok NUR-21/ NUR-22 |        |          |             | 1    |      |     |
| urządzenie UST-1           |        |          |             | 1    |      |     |
| cysterna na wodę           |        |          |             |      | 1    |     |
| cysterna paliwowa          |        |          |             |      | 1    |     |
| elektrownia EO-1           |        |          |             |      | 2    |     |
| kuchnia KP-340             |        |          |             |      | 2    |     |
| warsztat WOP               |        |          |             |      | 1    |     |
| warsztat RWEM              |        |          |             |      | 1    |     |
| stacja kontrolno-pomiarowa |        |          |             |      | 1    |     |

#### Dywizjon przeciwlotniczy KUB pplot

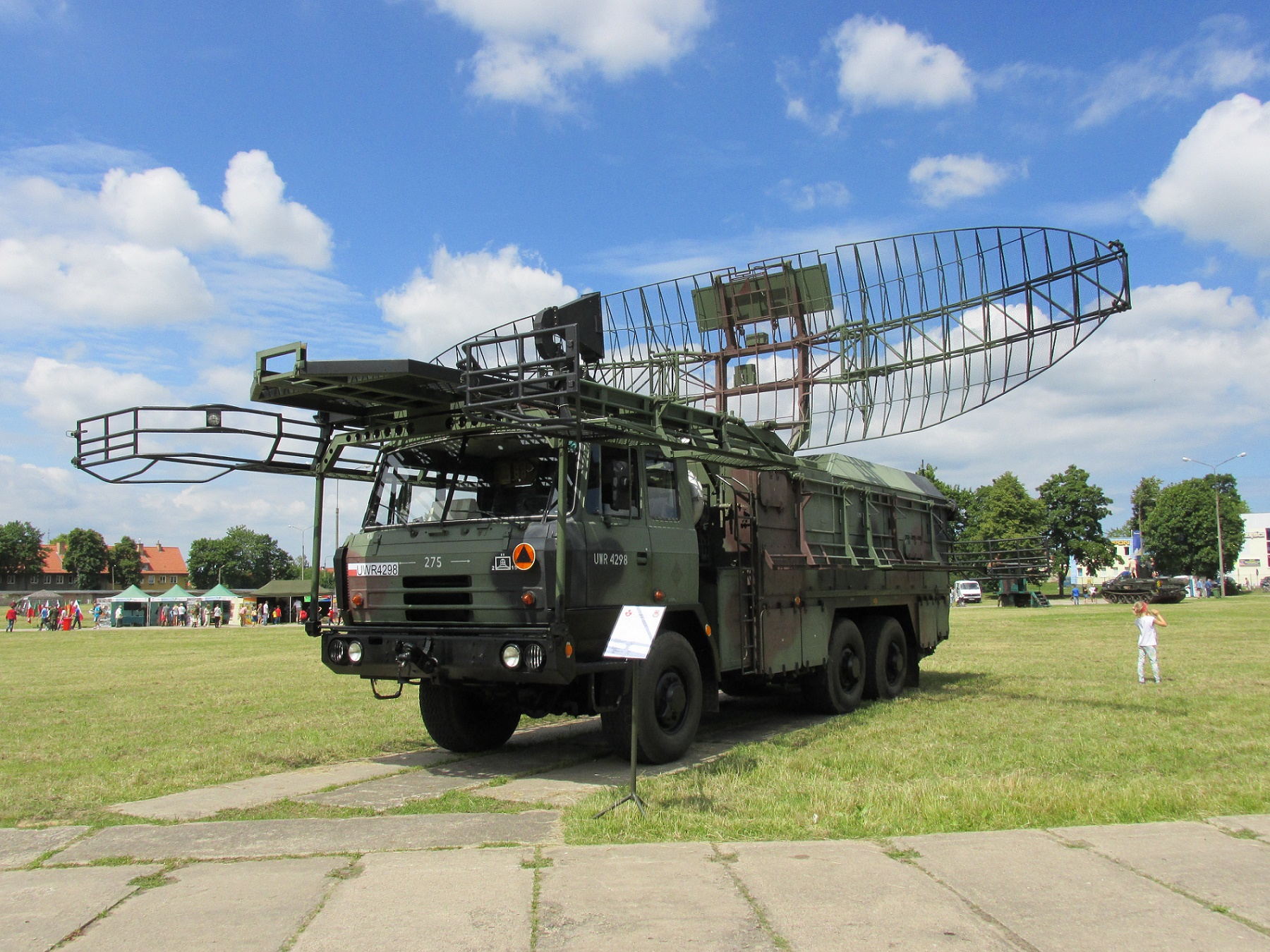
NUR-31 – rswp dplot

W skład dywizjonu przeciwlotniczego KUB wchodzi:
- dowództwo;
- sztab
- bateria dowodzenia[d]
  - trzy obsługi stacji radiolokacyjnych
  - obsługa SD
  - drużyna autotopograficzna
  - drużyna ochrony i regulacji ruchu

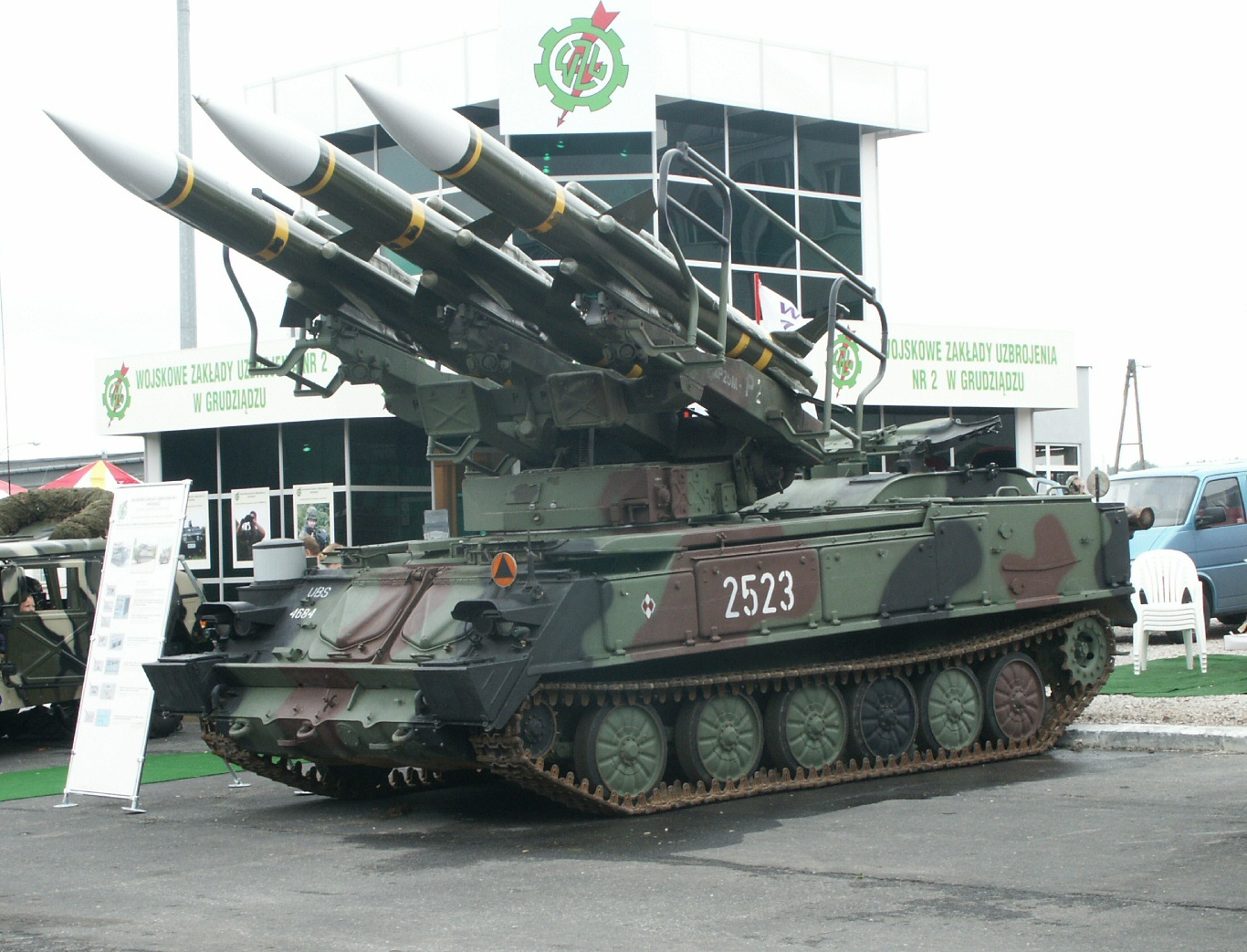
2K12 Kub – system obrony plot

  - drużyna gospodarcza

- pięć baterii startowych[e]
  - drużyna dowodzenia
  - drużyna obsługi SD
  - obsługa stacji radiolokacyjnej
  - dwa plutony obsługi wyrzutni
    - dwie obsługi SW
    - obsługa STZ

  - drużyna gospodarcza.
- bateria techniczna[f]
  - drużyna dowodzenia
  - pluton przechowywania i elaboracji
  - obsługa stacji kontrolno-pomiarowej
  - pluton transportowy
  - drużyna gospodarcza
- kompania logistyczna
  - pluton zaopatrzenia
  - pluton remontowy
  - zespół ewakuacyjno-medyczny

#### Dywizjon przeciwlotniczy OSA pplot

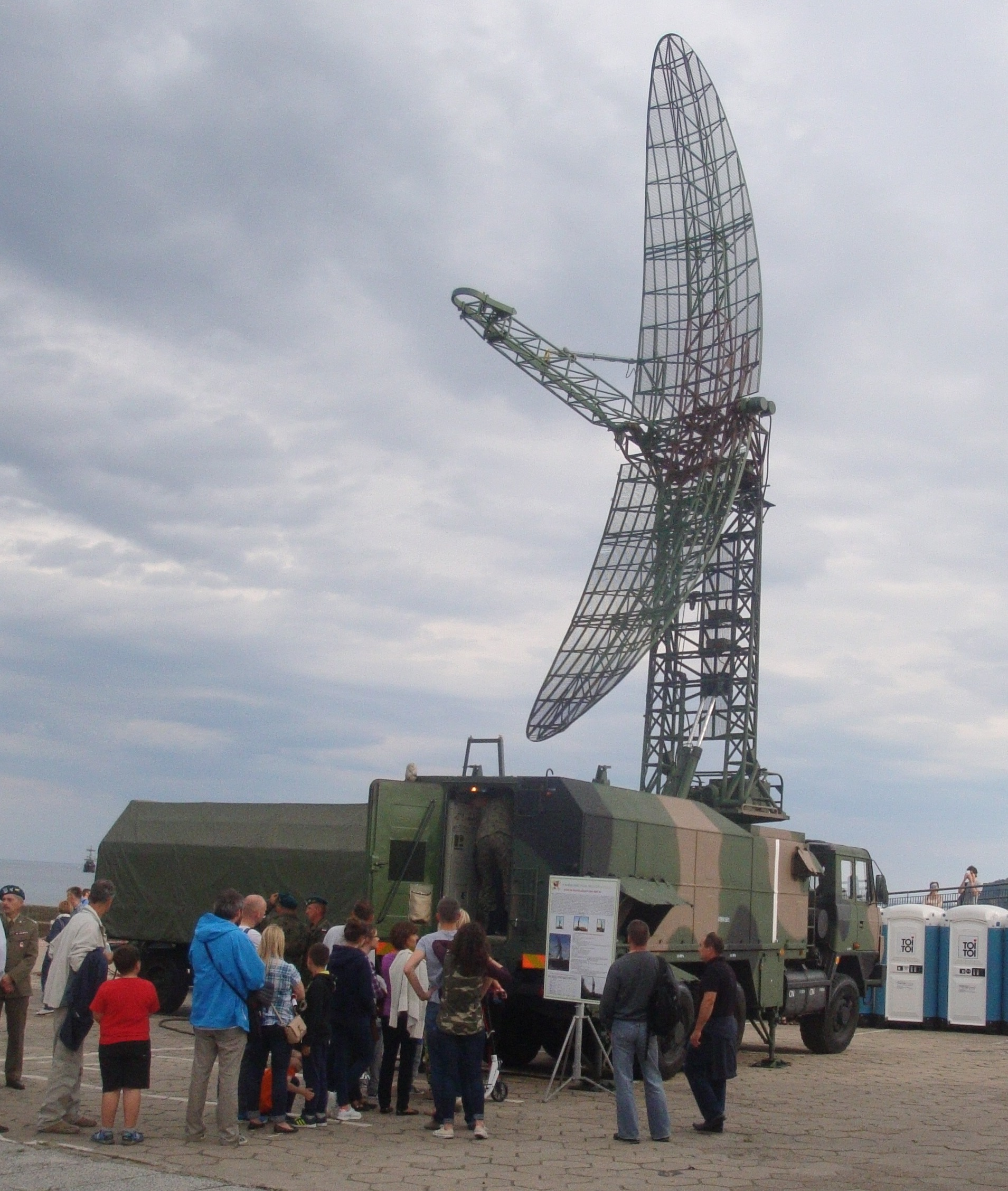
NUR-41 – stacja rlok dplot OSA

W skład dywizjonu przeciwlotniczego OSA wchodzi:
- dowództwo;
- sztab
- bateria (pluton) dowodzenia[g]
  - trzy obsługi stacji radiolokacyjnych

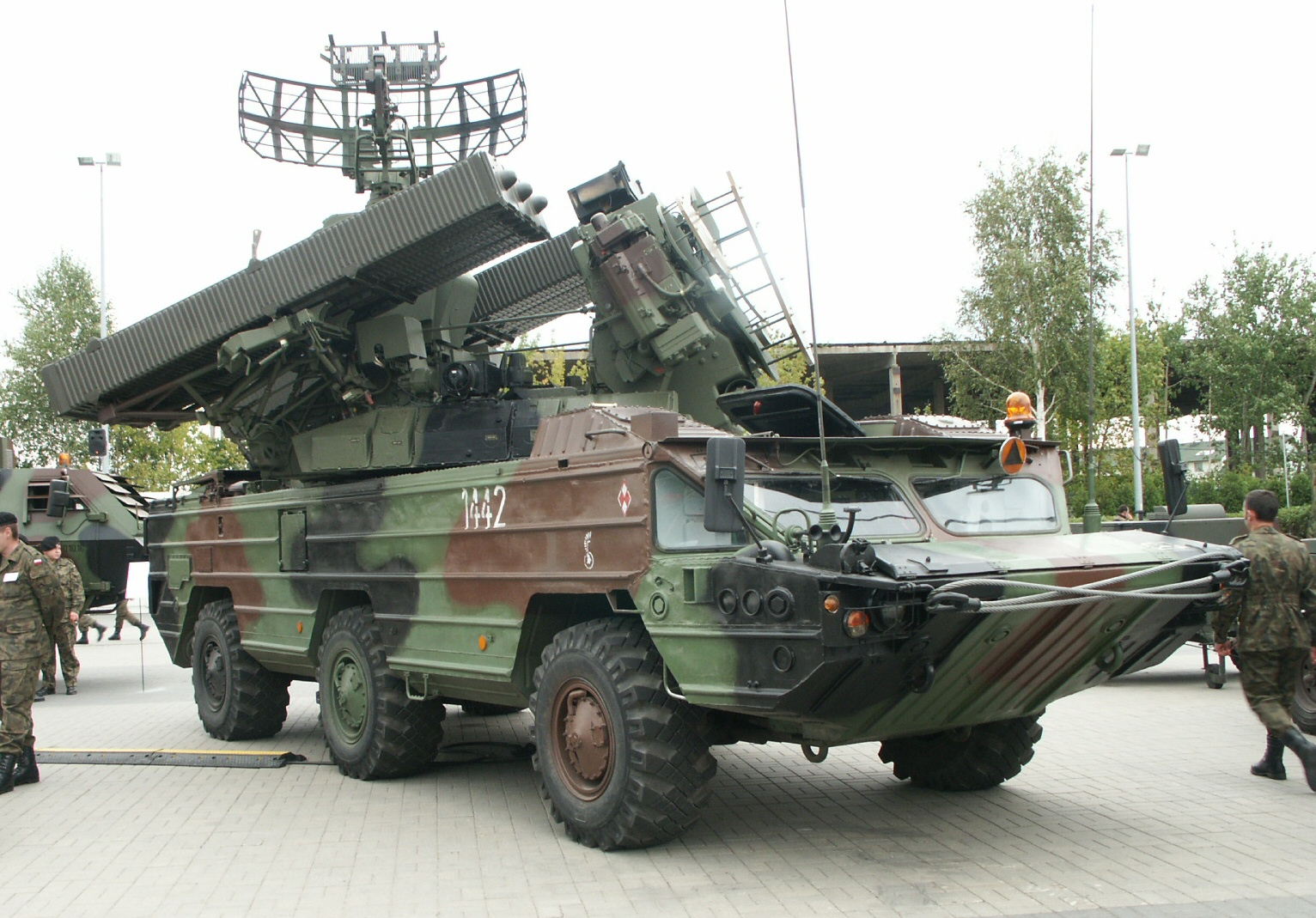
9K33 Osa – system obrony plot

  - drużyna (pluton) dowodzenia
  - obsługa urządzenia treningowego
  - drużyna gospodarcza

- cztery baterie startowe[h]
  - drużyna dowodzenia
  - dwa plutony rakiet przeciwlotniczych
  - obsługa techniczna
  - drużyna gospodarcza
- bateria techniczna[i]
  - pododdział dowodzenia
  - pododdział przygotowania i sprawdzenia rakiet
  - pododdział dowozu rakiet
- kompania logistyczna
  - pluton zaopatrzenia
  - pluton remontowy
  - zespół ewakuacyjno-medyczny

| Wyszczególnienie                        | bdow | bstart | btechn | dplot |
| --------------------------------------- | ---- | ------ | ------ | ----- |
| żołnierze                               |      |        |        |       |
| NUR-21,22                               | 1    |        |        | 1     |
| NUR-31-41                               | 2    |        |        | 2     |
| przeciwlotniczy rakietowy wóz bojowy    |      | 4      |        | 16    |
| samochód transportowo-załadowczy        |      | 2      | 5      | 13    |
| samochód transportowy                   |      |        | 5      | 5     |
| wóz dowodzenia (Zenit, Łowcza)          | 2    | 1      | 1      | 7     |
| ruchomy węzeł łączności RWŁ             | 1    |        |        | 1     |
| automatyczna stacja kontrolno-pomiarowa |      |        | 1      | 1     |